# Тарасівка (Гайсинська міська громада)
Тара́сівка — село в Україні, у Гайсинській міській громаді Гайсинського району Вінницької області. Розташоване за 8 км на схід від міста Гайсин. Через село проходить автошлях М30. Населення становить 367 осіб (станом на 1 січня 2015 р.). 

## Історія
7 (20) листопада 1917 року, відповідно до Третього Універсалу Української Центральної Ради, увійшло до складу Української Народної Республіки.
12 червня 2020 року, відповідно до розпорядження Кабінету Міністрів України № 707-р «Про визначення адміністративних центрів та затвердження територій територіальних громад Вінницької області», село увійшло до складу Гайсинської міської територіальної громади.
19 липня 2020 року, в результаті адміністративно-територіальної реформи та ліквідації Гайсинського району (1923—2020), село увійшло до складу новоутвореного Гайсинського району.

## Населення

### Мова
Розподіл населення за рідною мовою за даними перепису 2001 року:
| Мова       | Відсоток |
| ---------- | -------- |
| українська | 98,48%   |
| російська  | 1,26%    |

## Галерея

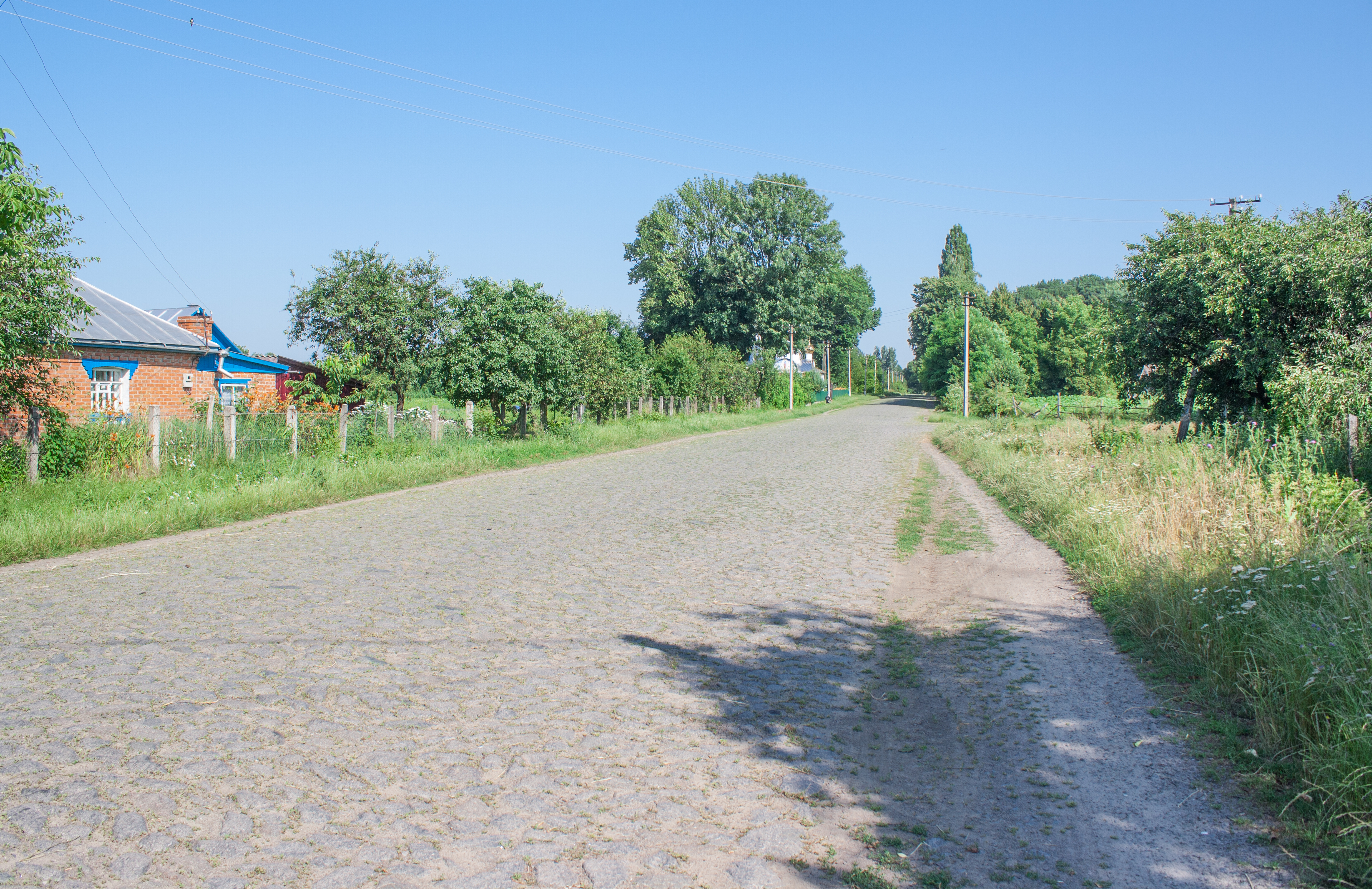
Головна вулиця
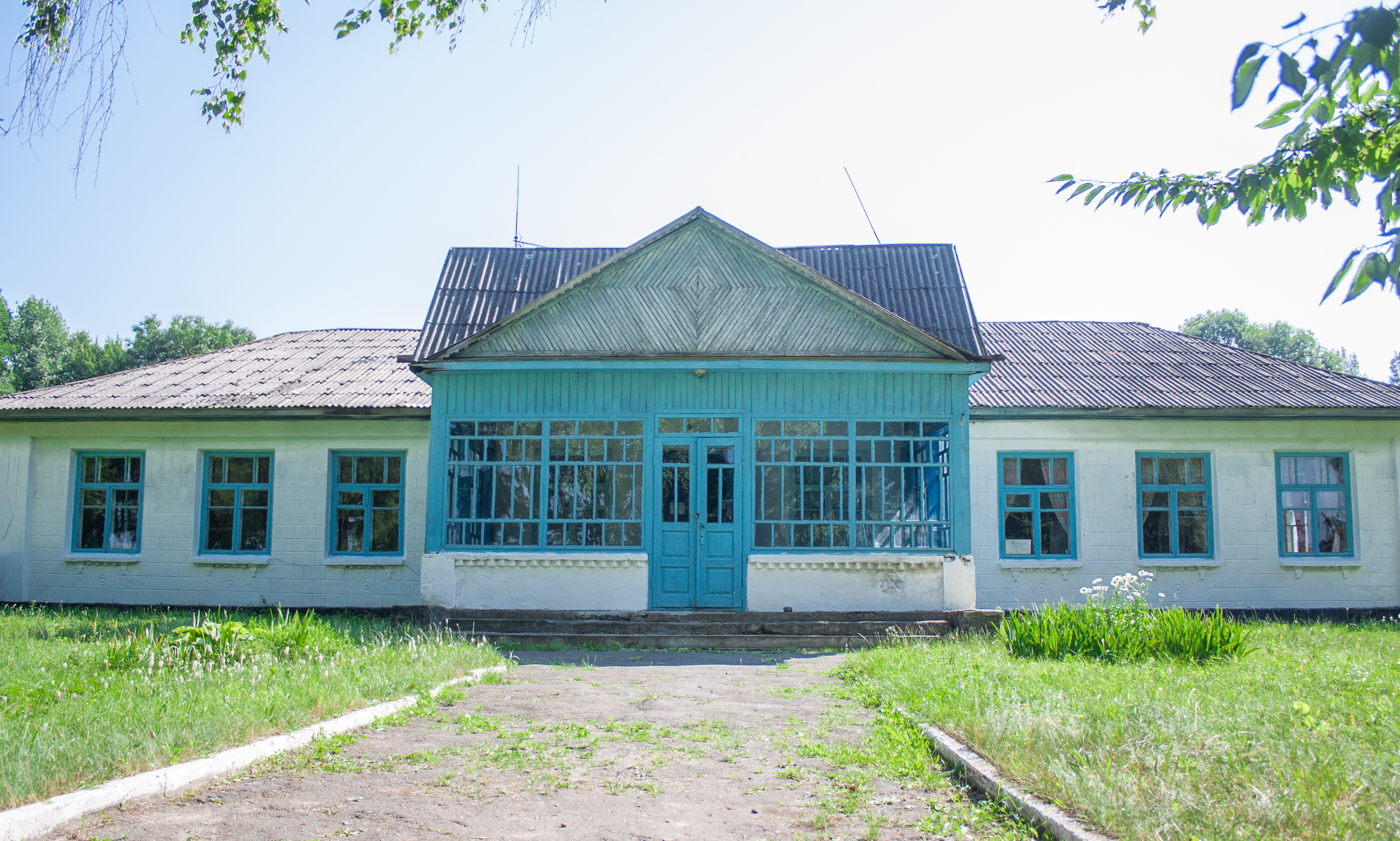
Будинок культури
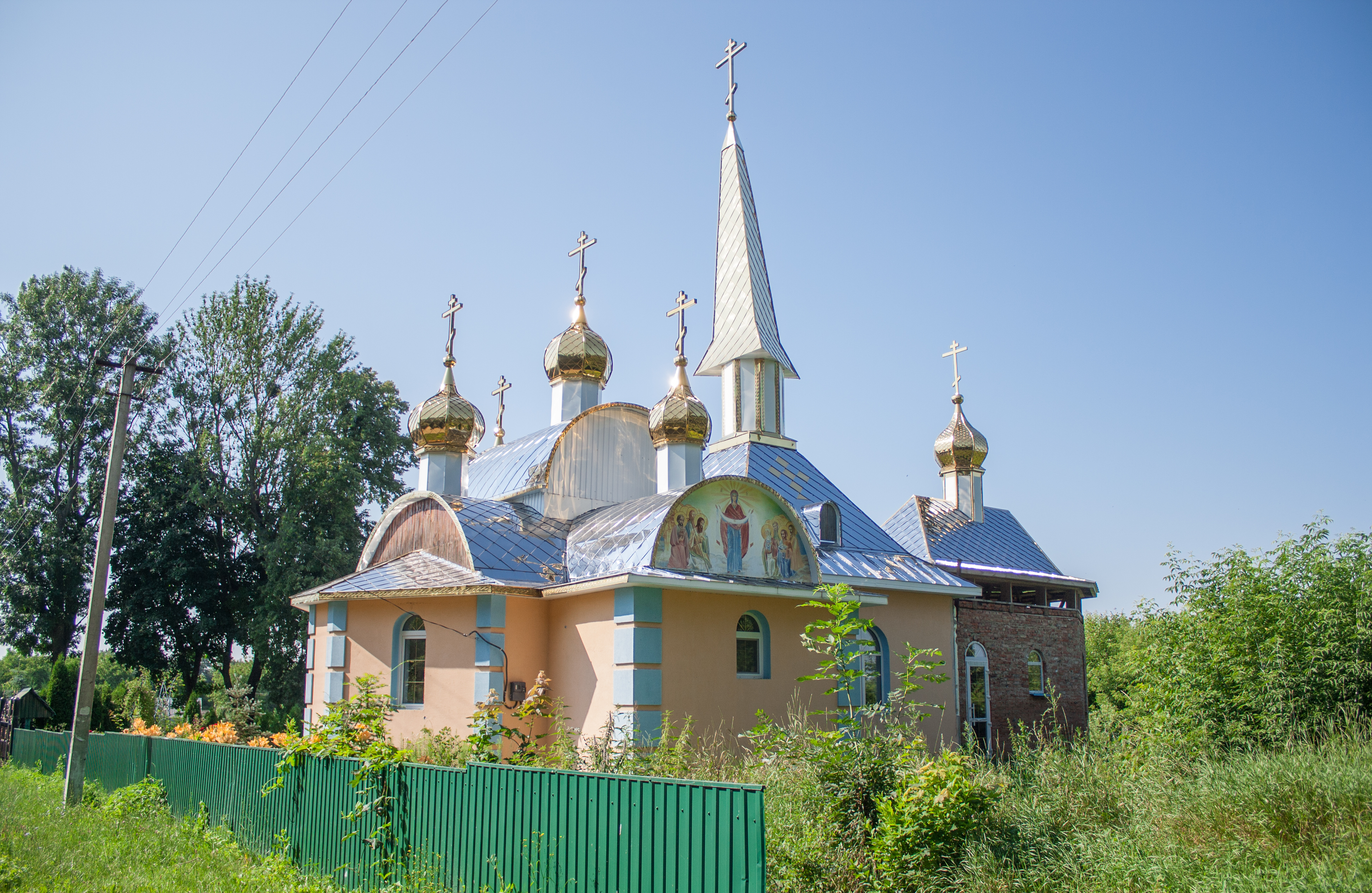
Церква
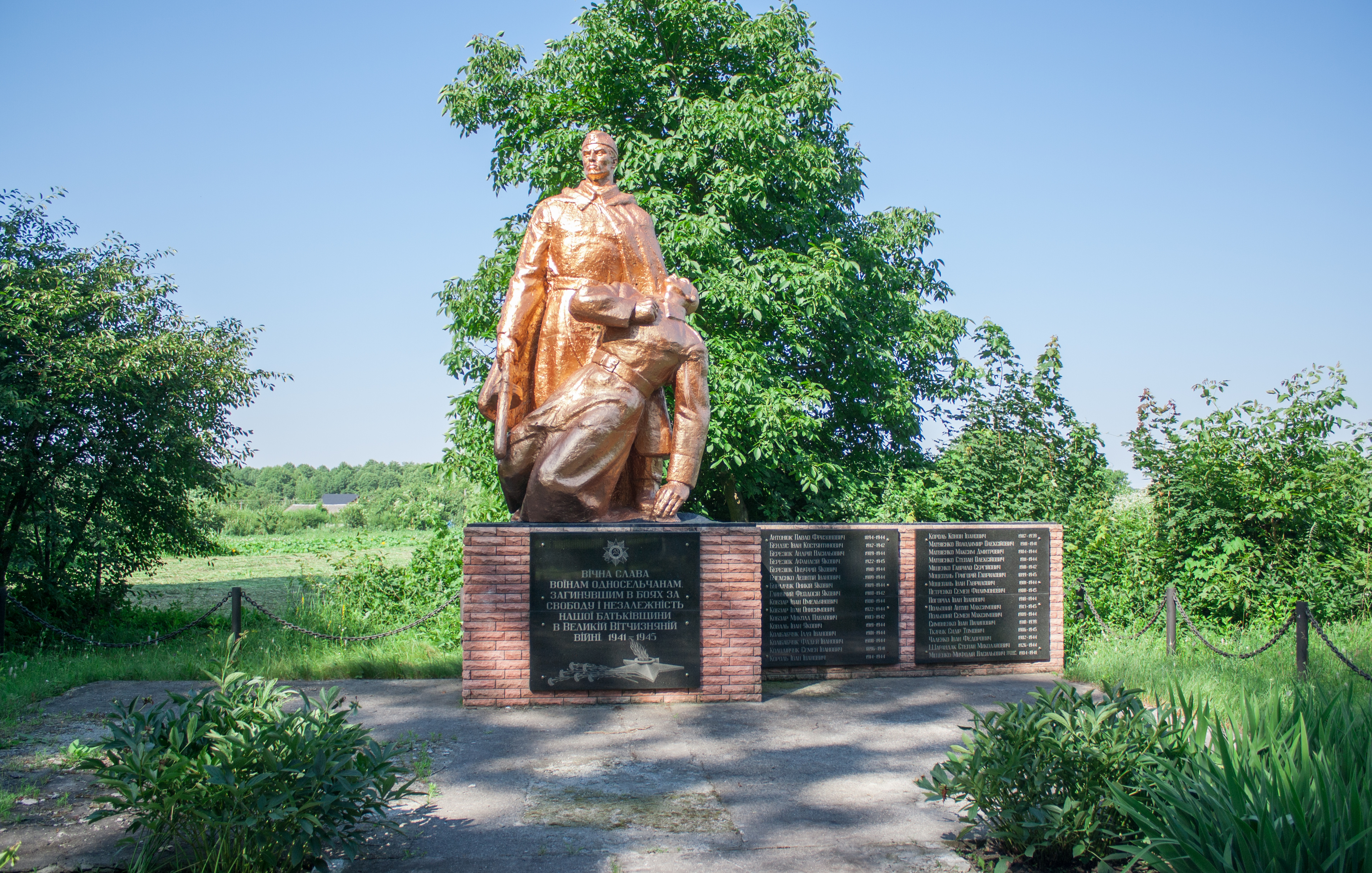
Пам'ятник воїнам-односельчанам